# りりくる
りりくるとは、PARTICLEによるガールズラブをテーマにしたドラマCDシリーズ。「友人」「姉妹」「主従」といった様々な関係をもつ同性のカップルに焦点を当てたドラマCDである。Vol.1-3、EXまでが第1シーズン、Vol.4-6までが第2シーズン、はぁとが第3シーズンとされている。他、ゲームの続編ドラマCDのPure Dessertもある。
本稿ではゲーム化作品であるりりくる Rainbow Stage!!!とその派生についても記述する。

## 登場人物

### Vol.1-3、EX、Rainbow Stage!!!
若宮 陽奈（わかみや ひな）
声：三上枝織
16歳で高校1年生、血液型はA型。引っ込み思案で人見知りなインドア派。彩愛とは中学の時からの親友。
瀬川 彩愛（せがわ あやめ）
声：高森奈津美
16歳で高校1年生、血液型はB型。明るい性格で楽天的、クラスのムードメーカー的な存在。
椎名 真優（しいな まゆ）
声：浅倉杏美
17歳で高校2年生、血液型はAB型。美術部に所属している。おしとやかな立ち振舞いだが、本性はものぐさ。髪は黒いストレートのロングヘア。真衣の姉。
椎名 真衣（しいな まい）
声：内田真礼
16歳で高校1年生、血液型はA型。陸上部に所属している。スポーツ万能で料理も上手。女子にモテるタイプ。真優とは違い、髪先は跳ねている。
玖雅山 アリス（くがやま ありす）
声：内田彩
16歳で高校1年生、血液型はB型。玖雅山家の一人娘で、ツンデレな性格。伊吹のことを慕っており、イブと呼んでいる。金髪のお嬢様。
織部 伊吹（おりべ いぶき）
声：大坪由佳
18歳で高校3年生、血液型はO型。玖雅山家で住み込みのバイトをしている。怖いものは苦手。

### Vol.4-6、Rainbow Stage!!!
綾坂 歩実（あやさか あゆみ）
声：大久保瑠美
17歳で高校2年生、血液型はO型。手芸部に所属している。生真面目で面倒見の良い性格で、普段は落ち着いている。左右非対称の髪型と大きな髪留めがポイント。
宇崎 羽佳（うざき わか）
声：洲崎綾
16歳で高校1年生、血液型はAB型。天真爛漫な性格。歩実を気に入っており、歩実を追って手芸部に入った。
各務 晴（かがみ はれ）
声：松井恵理子
17歳で高校2年生、血液型はA型。生徒会の会長を務める。明るい性格で人当たりもよく、友達も多い。
樋辻 星良（ひつじ せいら）
声：藤田咲
17歳で高校2年生、血液型はB型。生徒会の副会長を務める。努力家・自信家。晴をライバル視している。
鞠谷 なつき（まりや なつき）
声：金元寿子
18歳で高校3年生、血液型はB型。怠け者で、何事にもやる気がなくマイペース。前生徒会会長。いつもスマートフォンを持っている。
春日井 美緒（かすがい みお）
声：赤﨑千夏
18歳で高校3年生、血液型はA型。いつも穏やかな物腰で笑顔を絶やさない。よくなつきの世話を焼いている。

### Rainbow Stage!!!
桜庭 遊乃（さくらば ゆうの）
声：木村珠莉
17歳で高校2年生、血液型はAB型。新人アイドルで、珠季とは従姉妹。
仁篠 珠季（にしの たまき）
声：M・A・O
21歳で大学4年生、血液型はO型。高校時代は天文部に所属していた。教育実習生。
高月 紗恵香（たかつき さえか）
声：照井春佳
17歳で高校2年生、血液型はB型。風紀委員で、園芸部にも所属している。

### りりくる はぁと
茜音 もみじ（あかね もみじ）
声：桑原由気
17歳で高校2年生、血液型はO型。天然系よい子。料理部に所属しているが、お菓子以外はまともにつくれない。
白咲 紫陽花（しらさき あじさい）
声：本渡楓
17歳で高校2年生、血液型はB型。キャラ作りを徹底した結果、周りからクールビューティーと思われているが、実体は残念美人。
棗 都和（なつめ とわ）
声：富田美憂
16歳で高校1年生、血液型はB型。たまたま授業をサボってしまって以降、ヤンキーだと噂されているが、本人は周囲の評判にはあんまり興味がない。
天条 クララ（てんじょう くらら）
声：古賀葵
18歳で高校3年生、血液型はA型。教師ウケを狙い学校施設の教会でボランティア部として生徒の悩み相談などを受けている。同じように美化委員等も兼任。
藍原 穂希（あいはら ほまれ）
声：木野日菜
14歳で中学2年生、血液型はA型。大人びているしっかり者。勉強や所属する水泳部での成績も良い。自分の親と茜音もみじの親が知り合い。
七寿賀 莉沙（ななすが りさ）
声：長江里加
24歳で会社員、血液型はAB型。デザイン会社に勤めている。周囲の評価は良く黙っていれば美人だが、一方いざというときメンタルは弱い。

## ドラマCD
ドラマCDは、2016年1月現在までに、Vol.1からVol.6とEX夏休み編・EX冬休み編の8作が発売されている。それぞれに50分から60分程度のボイスドラマとキャストトークが収録されている。
Vol.1
2013年11月発売。サブタイトルは恋心フレンズ。主人公は若宮陽奈と瀬川彩愛で、女の子同士の友情と恋心がメインに描かれる。かわいいやり取りや、前向きな展開が魅力とされる。
Vol.2
2013年12月発売。サブタイトルはbitter honey。主人公は椎名真優と椎名真衣で、近くて遠い姉妹がメインに描かれる。ストーリーはテンポのよい掛け合いで展開されている。
Vol.3
2014年1月発売。サブタイトルはもっと、ずっと、ぎゅっと、。主人公は玖雅山アリスと織部伊吹で、メイドと主人の主従関係がメインに描かれる。テンションの高い主従関係や、お互いの信頼を描くあたたかいストーリー。
EX 夏休み編
2014年7月発売。Vol.1からVol.3の続編となるExtra Episodeの1作目で、サブタイトルはsmile with sun。6人で、玖雅山家の持つ別荘に出掛けるストーリー。Vol.1-3よりも距離が近づいたストーリーが楽しめる。
EX 冬休み編
2014年10月発売。Extra Episodeの2作目で、サブタイトルはtrust in snow。それぞれの冬休みの日常を描くストーリー。
Vol.4
2015年2月発売。第2シーズンの1作目で、サブタイトルはヒミツ・リレイション。主人公は綾坂歩実と宇崎羽佳で、先輩と後輩の関係がメインに描かれる。
Vol.5
2015年3月発売。第2シーズンの2作目で、サブタイトルはざわめき、ときめき、やっぱ好き。。主人公は各務晴と樋辻星良で、ライバル関係をテーマに信頼感や特別な好意を描く。
Vol.6
2015年4月発売。第2シーズンの3作目で、サブタイトルはBeside You。主人公は鞠谷なつきと春日井美緒で、幼なじみをテーマに絆や「好き」という気持ちを描く。
はぁと Vol.1
2021年10月発売。第3シーズンの1作目で、サブタイトルはLOVE味オーバードーズ!。主人公は茜音もみじと白咲紫陽花で、「ごはん」をテーマにお互いを知り助け合う中で成長してゆく変化球に見せかけての王道ストーリー。
はぁと Vol.2
2021年10月発売。第3シーズンの2作目で、サブタイトルはちかいのDistance!!。主人公は棗都和と天条クララで、「救済」をテーマに互いに相手を新鮮に思いながらちぐはぐな関係を深める
はぁと Vol.3
2021年10月発売。第3シーズンの2作目で、サブタイトルはふれたい! いいよ? 待ってダメっ///。主人公は藍原穂希と七寿賀莉沙で、「年の差」をテーマにピュアなる愛を育もうとする。

### スタッフ
- キャラクターデザイン：みわべさくら
- 企画・シナリオ：ふみや
- BGM製作：marble sky records / solfa

## キャラクターデュオシリーズ
りりくるの登場人物によるデュエットソングシリーズ。各作品に楽曲とインストver.のほか、ミニボイスドラマやBGM2曲、ボーナストラックとしてキャストトークなどが収録されている。『Doki Doki スキランブル！』から『恋心つなぎっ♪』は第1シーズン。『パッチワーク・ラブリー！』から『ＰＫＦわーるど』は第2シーズンで、こちらは3作まとめた『りりくる キャラクターデュオシリーズ 2nd season コンプリートBOX』も同時発売された。2016年6月29日には Rainbow Stage!!!主題歌や、キャラクターデュオシリーズとその特典音源だった「相手の気持ちで歌ってみた ver.」を収録したアルバム『りりくる VOCAL COLLECTION!!!』が発売。
アリス♥伊吹『Doki Doki スキランブル！』
2014年8月発売。玖雅山アリスと織部伊吹によるデュエットソングDoki Doki スキランブル！などが収録されている。
真優♥真衣『half destination』
2014年9月発売。椎名真優と椎名真衣によるデュエットソングhalf destinationなどが収録されている。
陽奈♥彩愛『恋心つなぎっ♪』
2014年10月発売。若宮陽奈と瀬川彩愛によるデュエットソング恋心つなぎっ♪などが収録されている。
歩実♥羽佳『パッチワーク・ラブリー！』
2015年11月発売。綾坂歩実と宇崎羽佳によるデュエットソングパッチワーク・ラブリー！などが収録されている。
晴♥星良『Aozora Shooting Star☆彡』
2015年11月発売。各務晴と樋辻星良によるデュエットソングAozora Shooting Star☆彡などが収録されている。
なつき♥美緒『ＰＫＦわーるど』
2015年11月発売。鞠谷なつきと春日井美緒によるデュエットソングＰＫＦわーるど（ぴこふわーるど）などが収録されている。

### スタッフ
- ジャケットデザイン：みわべさくら
- 企画・シナリオ：ふみや
- 楽曲製作：marble sky records / solfa

## りりくる Rainbow Stage!!!
りりくる Rainbow Stage!!!（りりくる レインボー・ステージ!!!）は、2016年4月28日に発売されたゲームであり、ドラマCDシリーズのゲーム化作品。一人称視点のテキスト形式のアドベンチャーゲームであり、選択肢による分岐は存在するものの、バッドエンドは存在しない。
これまでドラマCDに登場した12人を含む15人のヒロインが各エピソードごとの主人公を務め、カップリングを超えたキャラクター同士の交流も存在する。。
当初の発売予定日は2016年3月25日であったが、諸般の都合により現在の発売日に変更となった。

### りりくる Radio Stage!!!
りりくる Radio Stage!!!は、りりくる Rainbow Stage!!!の魅力を伝えるウェブラジオで、2016年1月29日から5月13日まで音泉にて配信された。隔週金曜日更新。パーソナリティは照井春佳（高月紗恵香 役）と松井恵理子（各務晴 役）。

### りりくる Rainbow Stage!!! ～Pure Dessert～
りりくる Rainbow Stage!!! ～Pure Dessert～は、りりくる Rainbow Stage!!!のアフターストーリーを描いた続編ドラマCDである。
Vol.1
2018年3月発売。サブタイトルは恋心リフレイン。主人公は若宮陽奈と瀬川彩愛。
Vol.2
2018年3月発売。サブタイトルはmellow linkage。主人公は椎名真優と椎名真衣。
Vol.3
2018年3月発売。サブタイトルは好きって、言って、ちゅってして！。主人公は玖雅山アリスと織部伊吹。
Vol.4
2018年9月発売。サブタイトルはナイショ・アフェクション。主人公は綾坂歩実と宇崎羽佳。
Vol.5
2018年9月発売。サブタイトルはよりそう、ふれあう、だって好きっ。主人公は各務晴と樋辻星良。
Vol.6
2018年9月発売。サブタイトルはBecause of You。主人公は鞠谷なつきと春日井美緒。
Vol.7-A
2019年5月発売。サブタイトルはAurora daydream。主人公は桜庭遊乃と仁篠珠季。
Vol.7-B
2019年5月発売。サブタイトルはBlooming moonlit。主人公は仁篠珠季と高月紗恵香。
Vol.7-C
2019年5月発売。サブタイトルはCheerful sunflower。主人公は高月紗恵香と桜庭遊乃。